# Istituto di moda Burgo
L'Istituto di moda Burgo è una scuola privata di moda, con la sede principale a Milano, una sede secondaria a Roma e sedi in numerosi paesi esteri.
La scuola è stata fondata nel 1961 dall'imprenditore milanese Fernando Burgo e dispone di un centro studi nell'ambito della moda.